# Caroline Lalive
Caroline Lalive, née le 10 août 1979 à Truckee (Californie), est une skieuse alpine américaine. Skieuse polyvalente, elle participe aux Jeux olympiques de Nagano et Salt Lake City, à quatre championnats du monde et prend le départ de plus de deux cents courses de coupe du monde. Sa carrière est néanmoins perturbée par de nombreuses blessures.

## Biographie
Caroline Lalive naît à Truckee (Californie) le 10 août 1979.
Entraînée par Craig Sourbeer (à l'origine de son surnom, Liner,) Caroline Lavile débute sur le circuit FIS à l'âge de quinze ans, et obtient des podiums dès sa première année (troisième en géant à Coronet Peak, deuxième à Park City).
En 1995 elle suit son entraineur à Steamboat Springs avec toute sa famille, au Steamboat Springs Winter Sport Club, et la nouvelle saison est celle de ses premiers podiums sur le circuit nord américain (troisième et deuxième des super G et descente de Crested Butte). En fin de saison elle est sacrée vice-championne américaine junior de descente et championne de super G et de slalom géant. La saison suivante elle débute sur les circuits européen et mondial avant de participer à ses premiers Championnats du monde juniors de ski alpin à Schladming. Elle est en lice dans les quatre épreuves et réussi des résultats corrects et notamment deux top dix : dixième en super G et neuvième en slalom.

Durant cette période, elle souffre de plusieurs blessures aux genoux, notamment ligamentaires.
Le 23 janvier 1998 elle marque ses premiers points en coupe du monde grâce à une vingt-neuvième place décrochée lors du super G de Cortina d'Ampezzo, concomitamment à son premier podium et sa première victoire en coupe d’Europe, en géant à Falcade. Puis, en février, elle honore sa première sélection olympique. D’abord lors du combiné dont elle se classe septième derrière un triplé Allemand,, puis lors du slalom géant ou elle sort en première manche. Après des mondiaux juniors ratés elle monte en fin de saison pour la première fois sur un podium des championnats américains seniors avec une troisième place en slalom géant.

En février 1999 elle participe à ses premiers championnats du monde senior à Vail. Dix-huitième en super G, elle sort en descente et dans la première manche du slalom. Quinze jours plus tard elle enchaîne avec ses troisièmes et derniers championnats du monde Junior, dans les Alpes Françaises à Pra-Loup et Le Sauze. En lice dans toutes les disciplines elle se classe douzième du slalom, quatrième du slalom géant, huitième de  la descente et cinquième du super G. Surtout, elle remporte le titre en combiné, même si ce n'est pas une épreuve à part entière mais la combinaison des épreuves individuelles de descente et slalom,. Le 12 février 2000 Caroline Lalive termine deuxième du combiné de Santa Caterina di Valfurva,. C'est également sa place dans le classement de la spécialité à la fin de la saison. Puis à la fin de cette même saison 1999-2000 elle remporte son premier titre national, en slalom.
Si en 2001 elle participe à ses seconds mondiaux, à Sankt Anton am Arlberg, sans résultat elle brille en coupe du monde et devient la première skieuse Américaine à remporter des points dans les cinq disciplines dans une saison. Comme la saison dernière elle termine deuxième du classement du super G.
En 2002 elle participe à ses seconds jeux olympiques, à Salt Lake City. Elle s'engage sur trois disciplines, la descente, le super G et le combiné dont elle est l'une des favorite, sans résultats. Elle n'est cependant pas retenue par le sélectionneur Américain Marjan Cernigoj pour le slalom, au profit de la jeune Lindsey Kildow. Ces jeux se passent très mal pour elle. Elle chute lors de la descente, puis rate une porte lors de la première manche du slalom du combiné. Si elle remonte la pente pour finir la manche, elle accuse un retard de presque dix-huit secondes sur la leader Janica Kostelić et renonce finalement à prendre le départ de la seconde manche de manière à se préserver pour le super G. Sans succès puisqu'elle chute à nouveau lors de cette course. Mais cet échec olympique ne l’empêche pas de réaliser sa meilleur saison de coupe du monde avec notamment une sixième place au classement du super G et la vingt-et-unième place du classement général avec trois-cent soixante-dix-neuf points.
En 2003 elle intègre pour la première fois le top trente dans le classement de slalom géant de la saison de coupe du monde en terminant à la vingt-sixième place. Aux mondiaux à Saint-Moritz, ses troisièmes, elle se classe trentième de la descente, treizième de combinée et vingt-septième du géant.
En 2005 pour ses quatrièmes mondiaux (à Santa Caterina) elle se classe douzième du super G mais ne termine ni l'épreuve du combiné ni celle de la descente. 2006 devait être la saison de ses troisièmes Jeux olympiques, mais le jour même de l'annonce de sa sélection dans l'équipe olympique américaine pour Turin 2006 elle se blesse de nouveau au genou droit. À un mois des jeux cette blessure est rédhibitoire et la prive de la compétition,. En octobre 2007 elle se blesse à nouveau, à l’entraînement, et ne peut pas prendre part à la saison. Elle est de retour en 2008-2009, mais plus en tant que membre de l'équipe Américaine, et donc à ses propres frais. Elle se blesse une fois de plus au genou en février et finalement met un terme à sa carrière à la fin de la saison,.
Cette retraite arrive après deux-cent trois départs en coupe du monde (bien qu'elle n'ait plus marqué de points mondiaux depuis 2006), deux olympiades, quatre mondiaux et un statut de meilleur skieuse américaine polyvalente à l'apogée de sa carrière. Mais ses treize ans de carrière au plus haut niveau sont aussi marqués par ses très nombreuses blessures,,,.

## Vie privée
Caroline Lalive est mariée avec le skieur acrobatique Américain Nelson Carmichael, avec qui elle a une fille, Freya.

## Palmarès

### Jeux olympiques
Caroline Lalive participe à deux éditions des Jeux olympiques : Nagano et Salt Lake City.
| Épreuve / Édition | Nagano 1998 | Salt Lake City 2002 |
| Descente          | -           | Abandon             |
| Super G           | -           | Abandon             |
| Slalom géant      | Abandon     | -                   |
| Combiné           | 7e          | Abandon             |

### Coupe du monde
Du 21 novembre 1996 au 1er février 2009 Caroline Lalive a pris 203 départs en coupe du monde.
- Meilleur classement au Général : 21e en 2002[20].
- Meilleur classement en descente : 11e en 2005[20].
- Meilleur classement en super G : 6e en 2002[20].
- Meilleur classement en combiné : 2e en 2000 et 2001[20].
- Meilleur classement en slalom géant : 26e en 2003[20].
- Meilleur classement en combiné : 25e en 2001[20].
- 5 podiums, aucune victoire[26].

#### Classements
Caroline Lalive a marqué des points en coupe du monde lors de neuf saisons consécutives. Elle a également participé aux saisons 1995, 1996, 1997 et 2009 mais sans marquer de points.
| Saison / Épreuve | Saison / Épreuve | Général | Général | Descente | Descente | Super G | Super G | Géant  | Géant  | Slalom | Slalom | Combiné | Combiné |
| ---------------- | ---------------- | ------- | ------- | -------- | -------- | ------- | ------- | ------ | ------ | ------ | ------ | ------- | ------- |
| Saison / Épreuve | Saison / Épreuve | Class.  | Points  | Class.   | Points   | Class.  | Points  | Class. | Points | Class. | Points | Class.  | Points  |
| 1998             | 1998             | 113e    | 2       | -        | -        | 51e     | 2       | -      | -      | -      | -      | -       | -       |
| 1999             | 1999             | 75e     | 34      | 53e      | 1        | 48e     | 8       | 39e    | 20     | 53e    | 5      | -       | -       |
| 2000             | 2000             | 42e     | 214     | 50e      | 14       | 57e     | 2       | 38e    | 56     | 29e    | 62     | 2e      | 80      |
| 2001             | 2001             | 26e     | 309     | 20e      | 97       | 30e     | 54      | 48e    | 8      | 5e     | 70     | 2e      | 80      |
| 2002             | 2002             | 21e     | 379     | 14e      | 172      | 6e      | 167     | -      | -      | -      | -      | 14e     | 40      |
| 2003             | 2003             | 23e     | 325     | 18e      | 90       | 15e     | 136     | 26e    | 67     | -      | -      | 18e     | 32      |
| 2004             | 2004             | 27e     | 292     | 20e      | 107      | 11e     | 178     | 50e    | 7      | -      | -      | -       | -       |
| 2005             | 2005             | 22e     | 286     | 11e      | 166      | 22e     | 91      | 44e    | 11     | -      | -      | 14e     | 18      |
| 2006             | 2006             | 55e     | 100     | 22e      | 80       | 40e     | 20      | -      | -      | -      | -      | -       | -       |

### Championnats du monde
Caroline Lalive participe à quatre éditions des Championnats du monde de ski alpin de Vail 1999 à Bormio 2005.
| Épreuve / Édition | Vail 1999 | Sankt Anton 2001 | Saint-Moritz 2003 | Bormio 2005 |
| Descente          | -         | Abandon          | 30e               | Abandon     |
| Super G           | 28e       | Abandon          | Abandon           | 12e         |
| Slalom géant      | Abandon   | -                | 27e               | -           |
| Slalom            | Abandon   | Non partante     | -                 | -           |
| Super combiné     | -         | -                | 13e               | Abandon     |

### Championnats du monde junior
Caroline Lalive participe à trois éditions des Championnats du monde juniors de ski alpin de Schladming 1997 à Pra Loup 1999.
| Épreuve / Édition | Schladming 1997 | Megève, Chamonix et St-Gervais 1998 | Pra Loup 1999 |
| Descente          | 21e             | Abandon                             | 8e            |
| Super G           | 10e             | -                                   | 5e            |
| Slalom géant      | Abandon         | -                                   | 4e            |
| Slalom            | 9e              | -                                   | 12e           |
| Super combiné     | -               | -                                   | 1re           |

### Coupe d'Europe
Caroline Lalive a pris quatorze départs en coupe d'Europe.
Elle y a obtenu deux podiums, dont une victoire à Falcade le 28 janvier 1998,.